# SRCM Mod. 35
SRCM Mod. 35 — разработанная в 1935 году ручная граната, находящаяся на вооружении итальянской армии.

## История
Граната SRCM Mod. 35, вместе с OTO Mod. 35 и Breda Mod. 35, была принята на вооружение итальянской армии в 1935 году и применялась на протяжении всей Второй мировой войны. Доставшиеся Вермахту после перемирия с Союзниками гранаты получили наименование Handgranate 328 (i).
На данный момент гранаты SRCM Mod. 35 продолжают использоваться в итальянской армии (вместе с более современной моделью OD 82/SE), а также в Вооружённых силах Мальты (поставляется MIATM).

## Устройство
Советский «Справочник по патронам, ручным и специальным гранатам иностранных армий» описывает внутреннее устройство гранаты SRCM Mod. 35 следующим образом:

[Алюминиевый] «Корпус гранаты состоит из двух, соединённых накатной резьбой частей (половинок), причём обе части скреплены одна с другой при помощи пружинного латунного кольца, зуб которого входит в отверстия, имеющиеся на обеих частях корпуса.

Ударный механизм гранаты простого инерционного действия. Он состоит из двух инерционных тел (внутреннего и наружного). Во внутреннем помещается взрывчатое вещество и в нём расположен запал мгновенного действия, а в наружном закреплено жало.

При извлечении ручного и автоматического предохранителей сближению грузов препятствует помещенная между ними предохранительная пружина. Наружные концы инерционных грузов имеют конические углубления, в которых размещены упорные кольца. Наличие двух относительно свободных инерционных масс и конических углублений с кольцами обеспечивает всестороннюю работу ударного механизма, так как при любых положениях гранаты при встрече её с преградой имеет место перемещение жала к детонатору.»

Радиус разлёта поражающих элементов гранаты при взрыве — 10-15 метров..

## Типы гранат и их обозначение
- боевые («da guerra») окрашивались в красный цвет;
- боевые для ВМФ («da guerra — versione R.M.») снаряжались тротилом, окраска белая с красной полосой[4].;
- дымовые учебные («fumogena da addestramento») отличаются от прочих крупными отверстиями на корпусе. Окраска жёлтая, у выпущенных в военное время — красная.
- дымовые («fumogena») и дымовые зажигательные («fumogena incendiaria»): без отверстий; верх корпуса красный, низ чёрный. На дне пометка F или F1 соответственно.[5].
- с уменьшенным зарядом («a carica ridotta da esercitazione») снаряжена 5 г. дымообразующей смеси, окрашена в красный цвет с голубой и коричневой полосами, отсутствует осколочная рубашка.

Имелись также дымовые гранаты «мод. № 1» (перезаряжаемая, 8 отверстий в верхней и 4 отверстия в нижней части) и «мод. № 2» (2 отверстия), разработанные в 1944 году.
- фугасные («HE») снаряжены тротилом, окраска красная с жёлтой полосой.

Гранаты, выпускавшиеся в послевоенный период, окрашивались вместо красного цвета в цвет хаки, с сохранением цветовых комбинаций для обозначения различных их типов.

## Страны-эксплуатанты
- Италия
- Нацистская Германия - во время второй мировой войны гранаты использовались под наименованием Handgranate 328(i)